# Tamalito
Tamalito est un plat typique de la région de l'Amazonas au Pérou.
Son aspect est semblable aux tamales de la côte, mais ils sont plus secs et plus petits.
Il n'atteint pas plus de 7 centimètres.